# Співвідношення Гопфа — Бронштейна
Співвідношення Гопфа — Бронштейна — в астрофізиці залежність температури поверхні зорі від її ефективної температури.

## Визначення
У астрофізиці зорю (наприклад, Сонце) прийнято характеризувати ефективною температурою {\displaystyle T_{E}} — тобто температурою абсолютно чорного тіла, яке має такі ж розміри і таке ж повне випромінювання, що й дана зоря. Величина {\displaystyle T_{E}} просто розраховується виходячи із земних спостережень. Існує однак залежність температури речовини зорі від (оптичної) глибини h, зрозуміло в рамках певної фізичної моделі.
{\displaystyle T{\bigl (}h{\bigr )}=T_{E}{\Bigl (}{\tfrac {3}{4}}[h+q(h)]{\Bigr )}^{\frac {1}{4}}}
Величина {\displaystyle q(h)} мало змінюється і дається розв'язком певного інтегрального рівняння Мілна. Чисельне значення {\displaystyle q(0)} дає можливість за вимірюваною на Землі величиною {\displaystyle T_{E}} дізнатися справжню температуру поверхні зорі {\displaystyle T_{0}}. У 1929 р. точне значення {\displaystyle q(0)=1/{\sqrt {3}}} обчислив радянський фізик-теоретик М. П. Бронштейн.
Отже, Співвідношення Гопфа — Бронштейна визначає температуру на поверхні зорі:
{\displaystyle T_{0}={\bigl (}{\sqrt {3}}/4{\bigr )}^{\frac {1}{4}}T_{E}}